# Ли Гаын
Ли Гаын (кор. 이가은; род. 20 августа 1994 года, более известная мононимно как Каын) — южнокорейская певица и модель. Наиболее популярна как бывшая участница гёрл-группы After School (2012—2019) и участница шоу на выживание «Подготовка 48» (англ. Produce 48).

## Жизнь и карьера

### 1994—2011: Ранние годы и образование

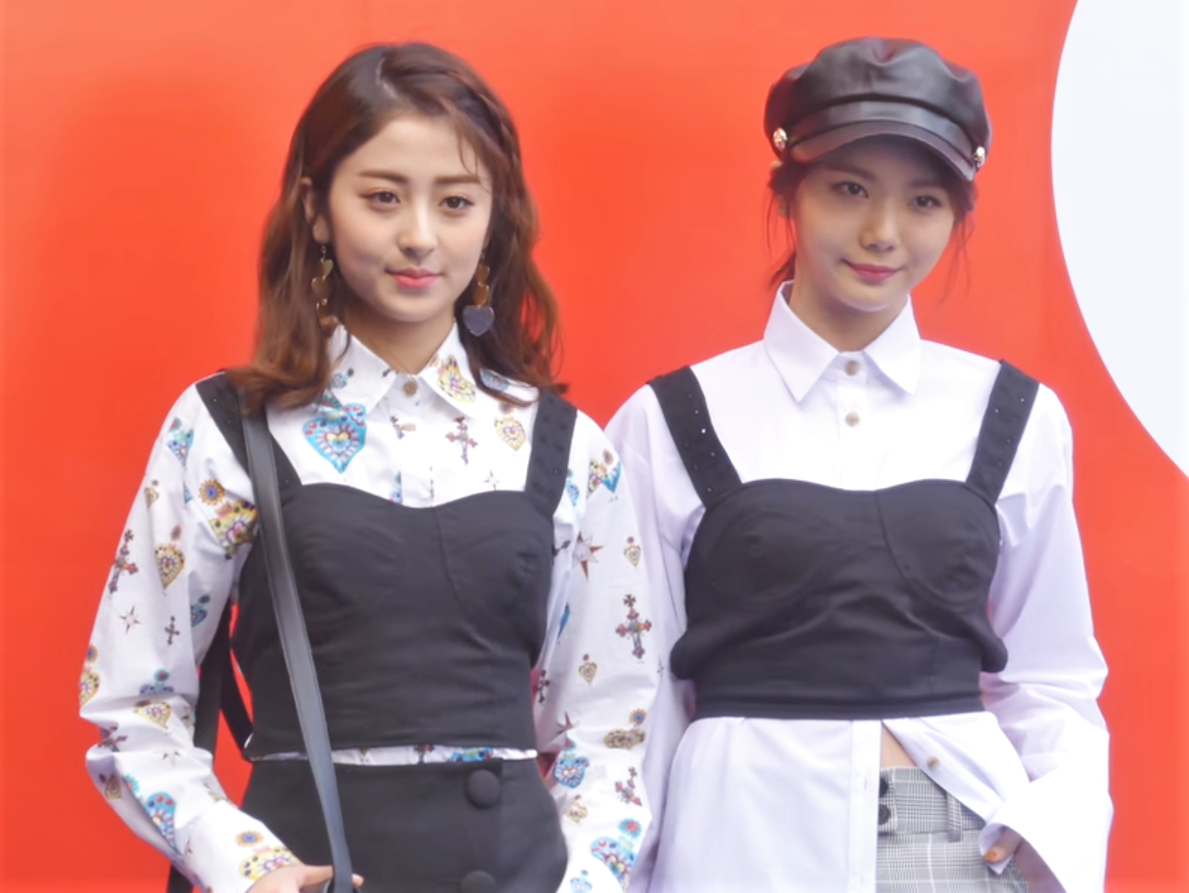
Каын (справа) на модном показе S/S Hera в Сеуле, октябрь 2018 года

Каын родилась 20 августа 1994 года в Сеуле, Южная Корея. Была единственным ребёнком в семье, умеет играть на флейте. Посещала старшую школу в Японии, благодаря чему свободно разговаривает на японском.
В качестве трейни Pledis Entertainment Каын отмечалась как самая сильная вокалистка.

### 2012—18: Дебют с After School и «Подготовка 48»
9 апреля 2012 года Pledis Entertainment анонсировали Каын как новую участницу After School, и в тот же день были объявлены детали предстоящего камбэка. Впервые девушка выступила в составе группы уже в конце апреля на японских концертах коллектива в рамках промоушена альбома Playgirlz. 20 июня был выпущен сингловый альбом Flashback, где Каын представила себя уже для корейской публики. В 2015 году она дебютировала в качестве ди-джея, когда After School ушли на перерыв.
В июне 2018 года состоялась премьерная серия реалити-шоу на выживание «Подготовка 48», где Каын была представлена от Pledis Entertainment. Девушка описывала участие в проекте как свой «второй шанс», а также высказывалась о довольно наболевшей среди фанатов теме о долгом перерыве After School:
Мой последний промоушен альбома состоялся в 2013 году. Прошло пять лет, и я думаю: ‘А будет ли у меня вообще камбэк?’. Я ждала нашего возвращения, продолжала ожидать, но по итогу этого так и не произошло, так что… честно говоря, сначала я воспринимала взятие перерыва на долгий срок позитивно, и мне казалось, что это нормально. Но потом я осознала, что это в то же время и ненормально вообще.
Среди конкурсанток Каын держалась на первом месте дольше, чем любая другая участница, однако в финале ей удалось занять лишь четырнадцатое место, и она не смогла попасть в окончательный состав IZ*ONE. Ещё до начала проекта многие СМИ и поклонники говорили, что участие девушки станет последним шансом для полноценного камбэка After School и привлечения внимания со стороны публики, как было с их коллегами по компании NU'EST во втором сезоне «Подготовки 101». 18 октября в своём интервью бывшая участница группы Лиззи сообщила, что Каын готовится к дебюту в новой женской группе.

### 2019: Уход из Pledis Entertainment и «Remember You»
4 июля 2019 года стало известно, что Каын отказалась продлевать контракт с Pledis Entertainment и покинет агентство. 5 июля она выпустила свой первый цифровой сингл «Remember You (기억할게)».